# SN 2010ad
SN 2010ad – supernowa typu IIb odkryta 18 lutego 2010 roku w galaktyce M+03-41-52. W momencie odkrycia miała maksymalną jasność 16,00m.